# Cruel Jaws - Fauci crudeli
Cruel Jaws - Fauci crudeli (Cruel Jaws) è un film del 1995 diretto da Bruno Mattei con lo pseudonimo William Snyder. Mattei si occupò anche della sceneggiatura insieme a Robert Feen e Linda Morrison e del montaggio.
La sceneggiatura del film tratta la storia della tranquilla cittadina di Hampton Bay, in cui uno squalo getta il panico sulle coste attaccando i bagnanti. Le autorità non intraprendono alcuna misura contro il pericolo incombente per non rovinare l'annuale regata cittadina. Toccherà quindi a tre coraggiosi uomini il compito di sopprimere l'animale.
Il film venne ignorato sia dalla critica italiana che da quella americana. Nel corso degli anni è stato rivalutato dal pubblico come film di culto per le parti in cui compare lo squalo, sequenze prese senza autorizzazione da altri film. All'estero ed in Italia il film è stato ufficialmente distribuito in versione DVD.

## Trama
Nella cittadina balneare di Hampton Bay, tre ragazzi decidono di immergersi per recuperare degli attrezzi da un relitto top secret che apparteneva alla Marina. I tre ragazzi però incrociano uno squalo addestrato in passato dalla Marina americana, che divora i tre. Intanto Samuel Lewis vuole sfrattare Dag Snerensen che gestisce un parco acquatico, per sfruttare la terra e costruire un complesso alberghiero.
Nel frattempo, la città è scossa in seguito ad un tragico evento: i tre nuotatori sono stati trovati con il corpo orrendamente mutilato in spiaggia. Per la polizia, non c'è dubbio, è opera di uno squalo tigre che sta attaccando i bagnanti. Il capo della polizia vuole dare l'allarme ma il sindaco insieme ad un imprenditore locale fanno pressione per insabbiare la cosa e non diffondere inutili allarmismi che farebbero sicuramente diventare deserte le proprie spiagge.
Tuttavia lo squalo continua a uccidere bagnanti sulla costa e così pur di non annullare la regata annuale, che festeggia l'inizio della stagione estiva, il sindaco e l'imprenditore decidono di investire del denaro per proteggere le spiagge con reti metalliche, barche, elicotteri e uomini armati. Tutto sarà inutile e, il giorno della regata, lo squalo si ripresenta e fa strage. Tocca quindi a tre coraggiosi uomini sopprimere l'animale.

## Produzione
Con questo film, Bruno Mattei ritorna all'Horror dopo alcuni thriller erotici. Il film ripresenta il tema del monster movie, genere che ormai stava tramontando e fa parte della categoria mockbuster, ovvero quei film che vengono lanciati sul mercato cercando di cavalcare l'onda di un film che precedentemente ha riscosso un notevole successo. In questo caso il film si rifà alla serie de Lo squalo. È stato girato interamente in Florida.
Mattei durante il montaggio del film aggiunse scene senza autorizzazione da film e documentari, dato che il ristretto budget non permetteva le riprese di squali veri. Le scene sono state estrapolate dagli americani Lo squalo e Lo squalo 2 e Lo squalo 3, e dagli italiani L'ultimo squalo di Enzo G. Castellari e Deep Blood - Sangue negli abissi di Joe D'Amato e da alcuni documentari.
A causa di ciò lo squalo appare in diverse forme e dimensioni per via dei riporti documentaristici, infatti viene descritto come squalo tigre, mentre quello mostrato nei vari video è uno squalo bianco; quasi tutte le scene d'azione invece vennero prese dal film di Castellari tanto che a volte è anche considerato un vero e proprio remake dello stesso film, che include anche la clip della scena dell'elicottero che vola sopra lo squalo. Oltre al plagio delle scene, la colonna sonora è una versione sintetizzata di quella del film Guerre stellari.

## Accoglienza

### Censura
Il film in Italia non è stato censurato, mentre in Germania ne esistono due versioni, quella tagliata vietata ai minori di 12 anni, e quella originale, vietata ai minori di 16 anni. In Grecia invece è stato vietato ai minori di 13 anni.

### Critica
Come tanti altri film del regista Bruno Mattei, anche Cruel Jaws è diventato un cult, per la trama, per il continuo uso di stock footage e per il riciclaggio delle musiche, ed è riuscito a diventare un "So bad it's so good".
Cruel Jaws - Fauci Crudeli non è stato recensito dai dizionari cinematografici o dalle testate giornalistiche più importanti, ma dai siti che trattano il genere dei B-movie, accogliendolo in maniera negativa. Il sito "Alexvisani.com" evidenzia il fatto che il film è un sequel abusivo del film di Castellari e termina la recensione dicendo, «L'unico commento che posso esprimere su questa "immondizia" è che trovo semplicemente vergognoso che qualcuno abbia potuto spendere del denaro per produrlo». "Horrormovie.it" ha assegnato al film la votazione più bassa e ha criticato la sceneggiatura, gli effetti speciali, la recitazione e la regia.

## Distribuzione

### Edizioni home video
Originariamente Cruel Jaws doveva esser trasmesso in televisione, ma a causa della scarsa qualità, diventò un direct-to-video. Il film è stato distribuito in versione VHS in tutto il mondo, eccetto per i paesi orientali ed il Giappone, dove è stato distribuito come bootleg con i titoli Jaws '96 e Jaws 5 - Cruel Jaws. La versione chiamata Jaws 5 - Cruel Jaws è la più conosciuta a causa del suo nome, che presenta il film come sequel di Lo squalo 4 - La vendetta, anche se la serie di film della Universal non ha niente a che vedere con il film diretto da Mattei.
In Italia in film è stato reso disponibile in versione DVD dal 21 maggio 2009, quando la Stormovie ha deciso di editare tre film di Mattei ovvero Cruel Jaws, Rats - Notte di terrore e Virus - L'inferno dei morti viventi. Il DVD è una versione widescreen anamorfica con le opzioni in lingua inglese e italiana e con un'intervista extra di Mattei.